# Карамелизација
Карамелизација је процес тамњења шећера који се користи у кувању да би се добио слатки орашасти укус и смеђа боја. Смеђе боје производе три групе полимера: карамелани (C24H36O18), карамелени (C36H50O25) и карамелини (C125H188O80). Како се процес одвија, ослобађају се испарљиве хемикалије као што је диацетил, стварајући карактеристичан укус карамеле. 
Карамелизација је врста не-ензимског потамњивања. За разлику од Маилардове реакције, реакције шећера са аминокиселинама, карамелизација је пиролитичка (термичко разлагање).
Када карамелизација укључује дисахарид сахарозу, она се разлаже на моносахариде фруктозу и глукозу. 

## Процес
Карамелизација је сложен, слабо разумљив процес који производи стотине хемијских производа и укључује следеће врсте реакција:
- еквилибрација аномерних и прстенастих облика
- инверзија сахарозе на фруктозу и глукозу
- реакције кондензације
- интрамолекуларно везивање
- изомеризација алдоза у кетозе
- реакције дехидрације
- реакције фрагментације
- формирање незасићених полимера

## Ефекти карамелизације
Процес зависи од температуре. Сваки одређени шећер има своју тачку у којој реакције почињу да се одвијају. Нечистоће у шећеру, као што је меласа која остаје у смеђем шећеру, у великој мери убрзавају реакције.
| Шећер     | Температура     |
| --------- | --------------- |
| Фруктоза  | 105 °C (221 °F) |
| Галактоза | 160 °C (320 °F) |
| Глукоза   | 150 °C (302 °F) |
| Сахароза  | 170 °C (338 °F) |
| Малтоза   | 180 °C (360 °F) |

Реакције карамелизације су такође осетљиве на хемијско окружење,  и брзина реакције, или температура на којој се реакције најлакше одвијају, може да се промени контролисањем нивоа киселости (рН). Брзина карамелизације је генерално најнижа при скоро неутралној киселости (рН око 7), а убрзана је и у киселим (посебно рН испод 3) и базним (посебно рН изнад 9) условима. 

## Примене у исхрани
Карамелизација се користи за производњу неколико намирница, укључујући:
- Карамел сос, сос направљен од карамела
- Dulce de leche, карамелизовано, заслађено млеко
- Карамел бомбоне
- Крем карамел и сличан <i>Crème brûlée</i>, кремасти колач преливен шећером карамелизованим помоћу лампе
- Карамелизовани лук, који се користи у јелима попут француске супе од лука. Луку је потребно 30 до 45 минута кувања да се карамелизује. [6] [7]
- Карамелизовани кромпир
- Карамелизоване крушке [8]
- Кола, од којих неки брендови користе карамелизовани шећер у малим количинама за боју